# Nikolaj Bjørn-Andersen
Nikolaj Bjørn-Andersen (født 2. juli 1980) er en dansk skuespiller, der blev kendt for sin medvirken i TV3-serien Hvide løgne.
Han har også haft roller ved Det Ny Teater, i kortfilm for Zentropa i 2003, samt optrådt ved Radioteatret. I dag er han studerende ved Statens Teaterskole. Derudover spiller han også på Aalborg Teater, hvor han bl.a. medvirker i Maskerade, Syg Ungdom etc.
Nikolaj Bjørn-Andersen er søn af Michelle Bjørn-Andersen.